# Canton de Marcoing
Le canton de Marcoing est une ancienne division administrative française, située dans le département du Nord et la région Nord-Pas-de-Calais.
À la suite du redécoupage cantonal de 2014, le canton est supprimé.

## Composition
Le canton de Marcoing regroupait les communes suivantes :
| Nom                    | Code Insee | Codepostal | Superficie (km2) | Population (dernière pop. légale) | Densité (hab./km2) |
| ---------------------- | ---------- | ---------- | ---------------- | --------------------------------- | ------------------ |
| Marcoing (chef-lieu)   | 59377      | 59159      | 15,11            | 1 848 (2012)                      | 122                |
| Anneux                 | 59010      | 59400      | 5,44             | 258 (2012)                        | 47                 |
| Banteux                | 59047      | 59266      | 6,18             | 333 (2012)                        | 54                 |
| Bantouzelle            | 59049      | 59266      | 7,45             | 412 (2012)                        | 55                 |
| Boursies               | 59097      | 59400      | 7,62             | 347 (2012)                        | 46                 |
| Cantaing-sur-Escaut    | 59125      | 59267      | 6,48             | 410 (2012)                        | 63                 |
| Crèvecœur-sur-l'Escaut | 59161      | 59258      | 19,06            | 667 (2012)                        | 35                 |
| Doignies               | 59176      | 59400      | 7,40             | 319 (2012)                        | 43                 |
| Flesquières            | 59236      | 59267      | 6,28             | 267 (2012)                        | 43                 |
| Gonnelieu              | 59267      | 59231      | 4,97             | 342 (2012)                        | 69                 |
| Gouzeaucourt           | 59269      | 59231      | 12,11            | 1 512 (2012)                      | 125                |
| Honnecourt-sur-Escaut  | 59312      | 59266      | 15,49            | 760 (2012)                        | 49                 |
| Les Rues-des-Vignes    | 59517      | 59258      | 17,85            | 734 (2012)                        | 41                 |
| Lesdain                | 59341      | 59258      | 8,43             | 423 (2012)                        | 50                 |
| Masnières              | 59389      | 59241      | 10,97            | 2 650 (2012)                      | 242                |
| Mœuvres                | 59405      | 59400      | 7,38             | 423 (2012)                        | 57                 |
| Noyelles-sur-Escaut    | 59438      | 59159      | 4,80             | 764 (2012)                        | 159                |
| Ribécourt-la-Tour      | 59500      | 59159      | 8,79             | 372 (2012)                        | 42                 |
| Rumilly-en-Cambrésis   | 59520      | 59281      | 6,72             | 1 460 (2012)                      | 217                |
| Villers-Guislain       | 59623      | 59297      | 11,27            | 703 (2012)                        | 62                 |
| Villers-Plouich        | 59625      | 59231      | 10,97            | 418 (2012)                        | 38                 |

## Histoire

### conseillers généraux de 1833 à 2015
De 1833 à 1848, les cantons de Clary et de Marcoing avaient le même conseiller général. Le nombre de conseillers généraux était limité à 30 par département.
| Période           | Identité                                      | Parti                    | Qualité |
| ----------------- | --------------------------------------------- | ------------------------ | --- |
| 1833-1848         | Pierre-Alexandre Béry                         |                          | Colonel de la Garde nationale, notaire Propriétaire, conseiller municipal de Cambrai, fondateur des mines de Vicoigne                            |
| 1848-1852         | Albin Chappelier (1813-1899)                  |                          | Manufacturier (filateur), maire de Masnières |
| 1852-1883 (décès) | Pierre-Louis Crépin                           | Droite                   | Propriétaire, cultivateur maire de Noyelles-sur-Escaut                                                                                           |
| 1884-1905 (décès) | Alexandre Desmoutiers (fils d'E. Desmoutiers) | Républicain              | Agriculteur à Vaucelles maire de Crèvecœur-sur-l'Escaut                                                                                          |
| 1905-1940         | Fernand Leriche                               | Rad.ind.                 | Agriculteur - Maire de Ribécourt la Tour Président de la Caisse régionale du Crédit agricole du Cambrésis Nommé conseiller départemental en 1943 |
|                   |                                               |                          | |
| 1945-1959 (décès) | Pharamond Savary                              | SFIO                     | Entrepreneur d'installations sanitaires et de chauffage, maire de Gouzeaucourt                                                                   |
| 1959-1976         | Anatole Duchemin                              | DVD-UNR                  | Agriculteur - Maire de Mœuvres |
| 1976-1989 (décès) | Jean Durieux                                  | RI puis FN puis DVD      | Ingénieur agronome Maire des Rues-des-Vignes (1965-1989) Député (1968-1978) Ancien conseiller général du canton de Clary (1969-1970)             |
| 1989-2008         | Liliane Durieux (épouse du précédent)         | Union pour le Nord (DVD) | Conseillère régionale , Les Rues-des-Vignes |
| 2008-2015         | Didier Drieux                                 | DVD                      | Retraité - Maire de Marcoing (2001-2020) Élu en 2015 dans le Canton du Cateau-Cambrésis                                                          |

### Conseillers d'arrondissement (de 1833 à 1940)
| Période      | Période      | Identité                           | Étiquette           | Qualité |
| ------------ | ------------ | ---------------------------------- | ------------------- | --- |
| 1833         | 1842         | Adrien Augustin Crépin (1788-1847) |                     | Propriétaire, cultivateur, maître de poste, ancien maire de Banteux                                         |
| 1842         | 1848         | Amédée Boulanger                   | Gauche modérée      | Cultivateur, marchand de betteraves, propriétaire à Doignies, député (1848-1849)                            |
|              |              |                                    |                     | |
| av.1883      |              | Jules Millet-Bricout (1920-1902)   | Républicain         | Propriétaire cultivateur, brasseur, meunier, verrier, sucrier à Bantouzelle                                 |
|              |              |                                    |                     | |
| 1901         | 1925         | Adelson Delabre (1852-1934)        | Républicain-Radical | Agriculteur, maire de Rumilly-en-Cambrésis                                                                  |
| 1925         | 1928 (décès) | Léon Dufrénois (1865-1928)         | Républicain         | Agriculteur et brasseur à Marcoing                                                                          |
| 11 mars 1928 | 1937         | Alfred Le Roy                      | Radical             | Propriétaire agricole, maire de Lesdain Député (1906-1919)                                                  |
| 1937         | 1940         | Henri Tassart                      | Radical             | Président de l'Union des anciens combattants de Marcoing                                                    |
| 1940         |              |                                    |                     | Les conseils d'arrondissement ont été suspendus par la loi du 12 octobre 1940 et n'ont jamais été réactivés |

## Démographie
| 1962   | 1968   | 1975   | 1982   | 1990   | 1999   | 2006   | 2011   | 2012   |
| ------ | ------ | ------ | ------ | ------ | ------ | ------ | ------ | ------ |
| 15 229 | 14 760 | 14 630 | 14 911 | 15 214 | 14 669 | 15 067 | 15 323 | 15 422 |

### Pyramide des âges
Comparaison des pyramides des âges du Canton de Marcoing et du département du Nord en 2006
| Hommes | Classe d’âge   | Femmes |
| ------ | -------------- | ------ |
| 0,2    | 90 ans et plus | 0,7    |
| 5,1    | 75 à 89 ans    | 8,5    |
| 11,1   | 60 à 74 ans    | 12,2   |
| 20,8   | 45 à 59 ans    | 20,4   |
| 22,4   | 30 à 44 ans    | 22     |
| 17,8   | 15 à 29 ans    | 15,7   |
| 22,5   | 0 à 14 ans     | 20,5   |

| Hommes | Classe d’âge   | Femmes |
| ------ | -------------- | ------ |
| 0,2    | 90 ans et plus | 0,8    |
| 4,3    | 75 à 89 ans    | 7,9    |
| 10,3   | 60 à 74 ans    | 11,9   |
| 19,7   | 45 à 59 ans    | 19,4   |
| 21,1   | 30 à 44 ans    | 20,1   |
| 22,6   | 15 à 29 ans    | 21     |
| 21,6   | 0 à 14 ans     | 19     |